# Trupanea okinawaensis
Trupanea okinawaensis är en tvåvingeart som beskrevs av Tokuichi Shiraki 1968. Trupanea okinawaensis ingår i släktet Trupanea och familjen borrflugor. Inga underarter finns listade i Catalogue of Life.